# Крассула сгруппированная
Крассула сгруппированная (лат. Crassula socialis) — вид суккулентных растений рода Толстянка (Crassula) семейства Толстянковые (Crassulaceae), естественно произрастающий на территории Капской провинции Южно-Африканской Республики.

## Название
Родовое латинское название Crassula происходит от латинского слова crassus, — «толстый», в основном из-за присутствия у растений этого рода сочных листьев.
Видовой латинский эпитет socialis происходит от лат. social, поскольку растения данного вида обычно произрастают в группах.

## Описание

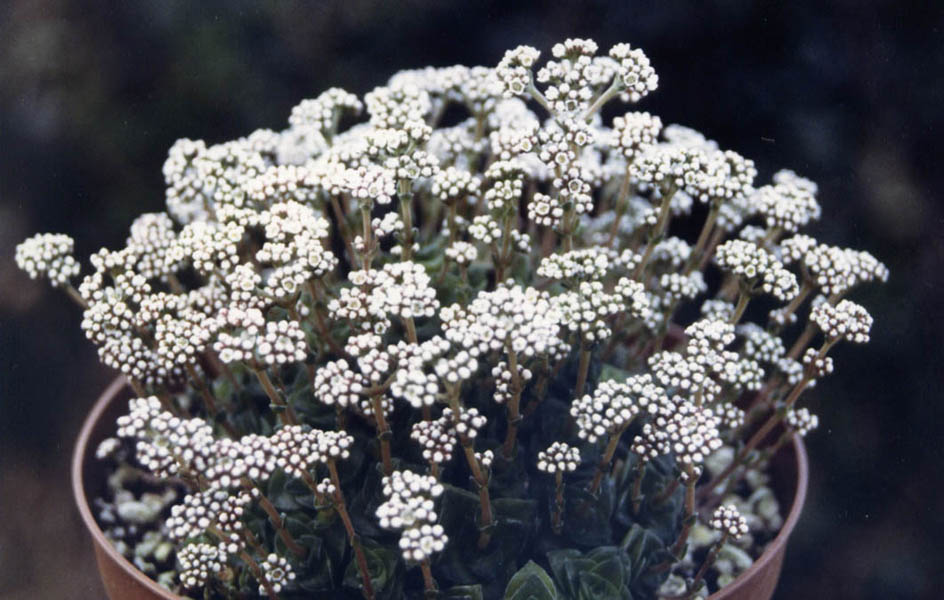
Цветение

Суккулентное растение высотой 5 см. Стебли толстые, крепкие. Листья крепятся к ним попарно, срастаясь основаниями и образуя симметричные розетки. Листовая пластинка гладкая, мясистая, сизого цвета, по краям реснитчатая. Розетки состоят из 4 рядов листьев, в диаметре составляют 2 см. Период цветения наступает весной, многочисленные мелкие цветки собраны в верхушечные соцветия.

## Экология
Крассула сгруппированная, подвергается опылению насекомыми. После опыления начинается процесс формирования плодов. Эти плоды представляют собой маленькие листовки, которые появляются в виде сухих, раскрывающихся стручков, происходящих из одного плодолистика и напоминающих горошину. При раскрытии они выпускают мельчайшие семена, размером с пылинку, которые переносятся ветром.
Как и многие другие виды толстянок, толстянка сгруппированная обладает уникальной способностью выживать при повреждениях. Если какая-то часть растения отломится и упадет на землю, она способна укорениться и начать новый рост. Этот вид также адаптирован к условиям роста на скалах, что обеспечивает ему защиту от многих растительных хищников и возможных коллекционеров. Благодаря своей сочной структуре и способности расти в расщелинах скал, он успешно выживает в условиях продолжительных периодов жары и засухи.
Из-за своей редкости и непростого среды обитания этот вид относительно малоизвестен и редко встречается в условиях культивирования.

## Таксономия
Crassula socialis Schönland, первое упоминание в Trans. Roy. Soc. South Africa 17: 241 (1929).